# Портедж-ла-Прері (сільський муніципалітет)
Портедж-ла-Прері (англ. Portage la Prairie) — сільський муніципалітет в Канаді, у провінції Манітоба.

## Населення
За даними перепису 2016 року, сільський муніципалітет нараховував 6975 жителів, показавши зростання на 6,9%, порівняно з 2011-м роком. Середня густина населення становила 3,6 осіб/км².
З офіційних мов обидвома одночасно володіли 400 жителів, тільки англійською — 6 475, а 85 — жодною з них. Усього 1,265 осіб вважали рідною мовою не одну з офіційних, з них 25 — одну з корінних мов, а 25 — українську.
Працездатне населення становило 70,3% усього населення, рівень безробіття — 4,3% (4,9% серед чоловіків та 3,7% серед жінок). 83,2% були найманими працівниками, 15,9% — самозайнятими.
Середній дохід на особу становив $43 188 (медіана $38 229), при цьому для чоловіків — $49 110, а для жінок $37 237 (медіани — $44 659 та $32 608 відповідно).
30,8% мешканців мали закінчену шкільну освіту, не мали закінченої шкільної освіти — 25,8%, 43,4% мали післяшкільну освіту, з яких 29,1% мали диплом бакалавра, або вищий, 10 осіб мали вчений ступінь.
| Статево-вікова структура населення | Статево-вікова структура населення | Статево-вікова структура населення | Статево-вікова структура населення | Статево-вікова структура населення |
| ---------------------------------- | ---------------------------------- | ---------------------------------- | ---------------------------------- | ---------------------------------- |
|                                    |                                    |                                    |                                    |                                    |
| Всього                             | Всього                             | 50,6%49,4%                         |                                    |                                    |
| 0 — 14 років                       | 0 — 14 років                       |                                    | 22%                                | 22%                                |
| 15 — 64 років                      | 15 — 64 років                      |                                    | 64%                                | 64%                                |
| 65 і більше                        | 65 і більше                        |                                    | 14%                                | 14%                                |
| 85 і більше                        | 85 і більше                        |                                    | 0,9%                               | 0,9%                               |
| Середній вік (років)               | Середній вік (років)               | 37,638,7                           | 38,1                               | 38,1                               |
| Медіана (років)                    | Медіана (років)                    | 37,539,2                           | 38,4                               | 38,4                               |
| — чоловіки — жінки                 |                                    |                                    |                                    |                                    |

| Походження мешканців:     | Походження мешканців:     | Походження мешканців: | Походження мешканців: | Походження мешканців: |
| ------------------------- | ------------------------- | --------------------- | --------------------- | --------------------- |
| Походження                |                           |                       | осіб                  | %                     |
| Корінні американці        | Корінні американці        |                       | 1 200                 | 21.11%                |
| Інше північноамериканське | Інше північноамериканське |                       | 1 770                 | 31.13%                |
| Європейське               | Європейське               |                       | 4 570                 | 80.39%                |
| британське                | британське                |                       | 3 065                 | 53.91%                |
| французьке                | французьке                |                       | 800                   | 14.07%                |
| українське                | українське                |                       | 630                   | 11.08%                |
| Карибське                 | Карибське                 |                       | 55                    | 0.97%                 |
| Латинськоамериканське     | Латинськоамериканське     |                       | 45                    | 0.79%                 |
| Африканське               | Африканське               |                       | 55                    | 0.97%                 |
| Азійське                  | Азійське                  |                       | 85                    | 1.5%                  |
| Океанійське               | Океанійське               |                       | 10                    | 0.18%                 |

| Зайнятість населення за галузями (за класифікацією NOC): | Зайнятість населення за галузями (за класифікацією NOC): | Зайнятість населення за галузями (за класифікацією NOC): | Зайнятість населення за галузями (за класифікацією NOC): | Зайнятість населення за галузями (за класифікацією NOC): |
| -------------------------------------------------------- | -------------------------------------------------------- | -------------------------------------------------------- | -------------------------------------------------------- | -------------------------------------------------------- |
|                                                          |                                                          |                                                          |                                                          |                                                          |
| Управління                                               | Управління                                               |                                                          | 16,4%                                                    | 16,4%                                                    |
| Бізнес, фінанси та адміністрування                       | Бізнес, фінанси та адміністрування                       |                                                          | 12,2%                                                    | 12,2%                                                    |
| Природничі та прикладні науки                            | Природничі та прикладні науки                            |                                                          | 3,9%                                                     | 3,9%                                                     |
| Охорона здоров'я                                         | Охорона здоров'я                                         |                                                          | 9,4%                                                     | 9,4%                                                     |
| Освіта, правозахист, муніципальні та урядові служби      | Освіта, правозахист, муніципальні та урядові служби      |                                                          | 10,9%                                                    | 10,9%                                                    |
| Мистецтво, культура, відпочинок та спорт                 | Мистецтво, культура, відпочинок та спорт                 |                                                          | 1,6%                                                     | 1,6%                                                     |
| Роздрібна торгівля та послуги                            | Роздрібна торгівля та послуги                            |                                                          | 16,7%                                                    | 16,7%                                                    |
| Гуртова торгівля, транспорт та обладнання                | Гуртова торгівля, транспорт та обладнання                |                                                          | 19,5%                                                    | 19,5%                                                    |
| Природні ресурси, сільське господарство                  | Природні ресурси, сільське господарство                  |                                                          | 5,3%                                                     | 5,3%                                                     |
| Виробництво                                              | Виробництво                                              |                                                          | 4,4%                                                     | 4,4%                                                     |

## Населені пункти
До складу сільського муніципалітету входять місто Портедж-ла-Прері, індіанські резервації Дакота-Плейнс 6A, Дакота-Тіпі 1, а також хутори, інші малі населені пункти та розосереджені поселення.

## Клімат
Середня річна температура становить 2,7°C, середня максимальна – 23,9°C, а середня мінімальна – -23,9°C. Середня річна кількість опадів – 491 мм.
| Клімат поселення                              | Клімат поселення | Клімат поселення | Клімат поселення | Клімат поселення | Клімат поселення | Клімат поселення | Клімат поселення | Клімат поселення | Клімат поселення | Клімат поселення | Клімат поселення | Клімат поселення | Клімат поселення |
| Показник                                      | Січ.             | Лют.             | Бер.             | Квіт.            | Трав.            | Черв.            | Лип.             | Серп.            | Вер.             | Жовт.            | Лист.            | Груд.            |                  |
| Середній максимум, °C                         | −11,43           | −7,77            | −0,65            | 9,50             | 17,72            | 23,46            | 23,88            | 22,80            | 17,33            | 10,26            | 0,10             | −9,5             |                  |
| Середня температура, °C                       | −17,67           | −14,01           | −6,89            | 3,27             | 11,48            | 17,20            | 19,50            | 18,41            | 12,95            | 5,88             | −4,3             | −13,9            |                  |
| Середній мінімум, °C                          | −23,92           | −20,26           | −13,13           | −2,96            | 5,23             | 10,98            | 15,12            | 14,02            | 8,59             | 1,49             | −8,69            | −18,23           |                  |
| Норма опадів, мм                              | 16               | 12               | 22               | 25               | 49               | 87               | 77               | 66               | 55               | 41               | 21               | 20               |                  |
| Середньомісячна швидкість вітру, м/с          | 4.27             | 4.20             | 4.30             | 4.50             | 4.50             | 4.00             | 3.50             | 3.70             | 4.10             | 4.50             | 4.40             | 4.30             |                  |
| Середньомісячна сонячна радіація, кДж/м²·день | 4223             | 7515             | 12511            | 17198            | 20056            | 21208            | 21732            | 18430            | 12761            | 7620             | 4270             | 3254             |                  |
| --------------------------------------------- | ---------------- | ---------------- | ---------------- | ---------------- | ---------------- | ---------------- | ---------------- | ---------------- | ---------------- | ---------------- | ---------------- | ---------------- | ---------------- |
| Джерело:                                      |                  |                  |                  |                  |                  |                  |                  |                  |                  |                  |                  |                  |                  |